# Cory Spedding
Pour les articles homonymes, voir Spedding.
Cory Spedding est une chanteuse britannique, née le 2 juillet 1991 à Frizington près de Whitehaven en Cumbria.
Elle a participé au Concours Eurovision de la chanson junior en 2004 où elle a décroché la 2e place avec 140 points (le meilleur record jamais obtenu par le Royaume-Uni à ce concours) avec sa chanson The Best Is Yet To Come (en français : Le meilleur est à venir).
Depuis lors, elle a sorti un nouveau single qui s'intitule Orange Flame. Elle étudie à Londres depuis 2005 dans une école d'arts scéniques.